# Hamza Adnan Karim
Hamza Adnan Karim (6 de febrero de 1997) es un deportista alemán de origen turco que compite en taekwondo. Ganó una medalla de plata en el Campeonato Europeo de Taekwondo de 2016, en la categoría de –68 kg.

## Palmarés internacional
| Campeonato Europeo | Campeonato Europeo | Campeonato Europeo | Campeonato Europeo |
| Año                | Lugar              | Medalla            | Categoría          |
| ------------------ | ------------------ | ------------------ | ------------------ |
| 2016               | Montreux (Suiza)   | Medalla de plata   | –68 kg             |